# Motilla del Palancar
Motilla del Palancar ist eine Stadt mit 6.259 Einwohnern (Stand: 2024) in der Provinz Cuenca in der Autonomen Region Kastilien-La Mancha. 

## Geographie
Die Gemeinde erstreckt sich über eine Fläche von 73,89 km² und liegt am linken Ufer des Júcar, 66 Kilometer von Cuenca entfernt und ist ein Verbindungspunkt zwischen Valencia, Albacete, Madrid und Cuenca. Sie grenzt an die Gemeinden Alarcón, Campillo de Altobuey, Gabaldón, Iniesta, El Peral und Pozorrubielos de la Mancha.

## Bevölkerungsentwicklung
| 1842 | 1900 | 1950 | 1981 | 1991 | 2001 | 2011 |
| ---- | ---- | ---- | ---- | ---- | ---- | ---- |
| 2748 | 3042 | 3995 | 4450 | 4863 | 5102 | 6226 |